# O Diabo Veste Prada (livro)
The Devil Wears Prada (em português O Diabo Veste Prada) é um livro best-seller norte-americano, escrito por Lauren Weisberger. Ganhou uma adaptação cinematográfica de mesmo título em 2006, considerada por muitos um exemplo do gênero "chick lit".

## Enredo
Conta a história de Andrea Sachs, uma garota do interior recém-saída da faculdade, que consegue o emprego que seria o sonho de consumo de milhões de mulheres. É contratada como assistente de Miranda Priestly, lendária editora da revista Runway. Mas é aí que começa seu real pesadelo, pois sua chefe é um verdadeiro demônio. Além de fazer toda a sociedade nova-iorquina temê-la por seu poder de erguer ou destruir uma carreira, transforma a vida de seus subordinados em um verdadeiro inferno, exigindo as tarefas mais absurdas 24 horas por dia. Neste romance, os leitores acompanham as desventuras de Andrea com muito humor e conhecem um pouco sobre a vida das celebridades e do mundo fashion. A autora do livro, Lauren Weisberger, teve uma experiência de trabalho muito semelhante à de Andrea. Ao sair da universidade, foi trabalhar como assistente de Anna Wintour, lendária editora da Vogue americana.

## Adaptação cinematográfica
Em 2006, foi lançada uma versão cinematográfica de mesmo nome, dirigida por David Frankel e estrelada por Meryl Streep e Anne Hathaway, com participação especial de Gisele Bündchen. O filme não só foi um sucesso de crítica e bilheteria, como também ganhou duas indicações ao Óscar: Melhor Atriz (Meryl Streep, 2007) e Melhor Figurino.